# Ein ad-Duyuk at-Tahta
Ein ad-Duyuk at-Tahta (àrab: عين الديوك التحتا, ʿAyn ad-Duyūk at-Taḥtā) o senzillament ad-Duyuk (àrab: ديوك, Duyūk) és una vila palestina en la governació de Jericó a l'est de Cisjordània situada a la vall del Jordà, a dos quilòmetres a l'oest de Jericó. Segons l'Oficina Central Palestina d'Estadístiques, Ein ad-Duyuk at-Tahta tenia una població de més de 967 habitants a mitjans del 2006. El 1997 els refugiats palestins constituïen el 14,6% de la població. L'atenció primària de salut per al poble està a Jericó.